# Marco Macina
Marco Macina (ur. 30 września 1964 w San Marino) – sanmaryński piłkarz występujący na pozycji pomocnika lub napastnika, dwukrotny reprezentant San Marino.

## Kariera klubowa
Macina karierę rozpoczynał w 1981 roku w zespole Bologna FC. W Serie A zadebiutował 22 listopada 1981 w przegranym 0:2 meczu z Juventus FC, stając się drugim obok Massimo Boniniego sanmaryńskim piłkarzem, który zagrał we włoskiej ekstraklasie. W sezonie 1981/82 rozegrał 8 spotkań, a w lidze zajął z klubem 15. miejsce i spadł z nim do Serie B. W kolejnym sezonie Macina wraz z zespołem spadł z kolei do Serie C1. Na początku sezonu 1983/84 przeszedł do US Arezzo (Serie B). Następnie grał w innym zespole Serie B, Parma AC, a w 1985 roku został zawodnikiem AC Milan, występującego w Serie A. W sezonie 1985/86 w jego barwach zagrał 5 razy. W kolejnych latach występował w zespołach Serie C1 – AC Reggiana oraz Ancona Calcio. 11 października 1987 doznał zerwania więzadła pobocznego, przez co pauzował do końca sezonu. Po wygaśnięciu jego kontraktu z AC Milan zdecydował się odbyć dwuletnią karencję, po której miałby prawo dysponować swoją kartą zawodniczą. Ostatecznie w 1990 roku definitywnie zakończył karierę.

## Kariera reprezentacyjna
Przed afiliacją FSGC z UEFA zawodnicy z San Marino traktowani byli jako obywatele Włoch, przez co Macina miał możliwość reprezentowania tego kraju na arenie międzynarodowej. W latach 1980–1982 występował w reprezentacji Włoch U-16, z którą w 1982 roku zdobył mistrzostwo Europy.
W 1990 roku Macina rozegrał dwa spotkania w seniorskiej reprezentacji San Marino. Zadebiutował w niej 14 listopada 1990 w przegranym 0:4 meczu eliminacji Mistrzostw Europy 1992 ze Szwajcarią, a po raz drugi wystąpił w niej 5 grudnia 1990 w przegranym 0:6 pojedynku tych samych eliminacji z Rumunią.

## Sukcesy
Włochy U-16
- mistrzostwo Europy: 1982